# Immakuláta

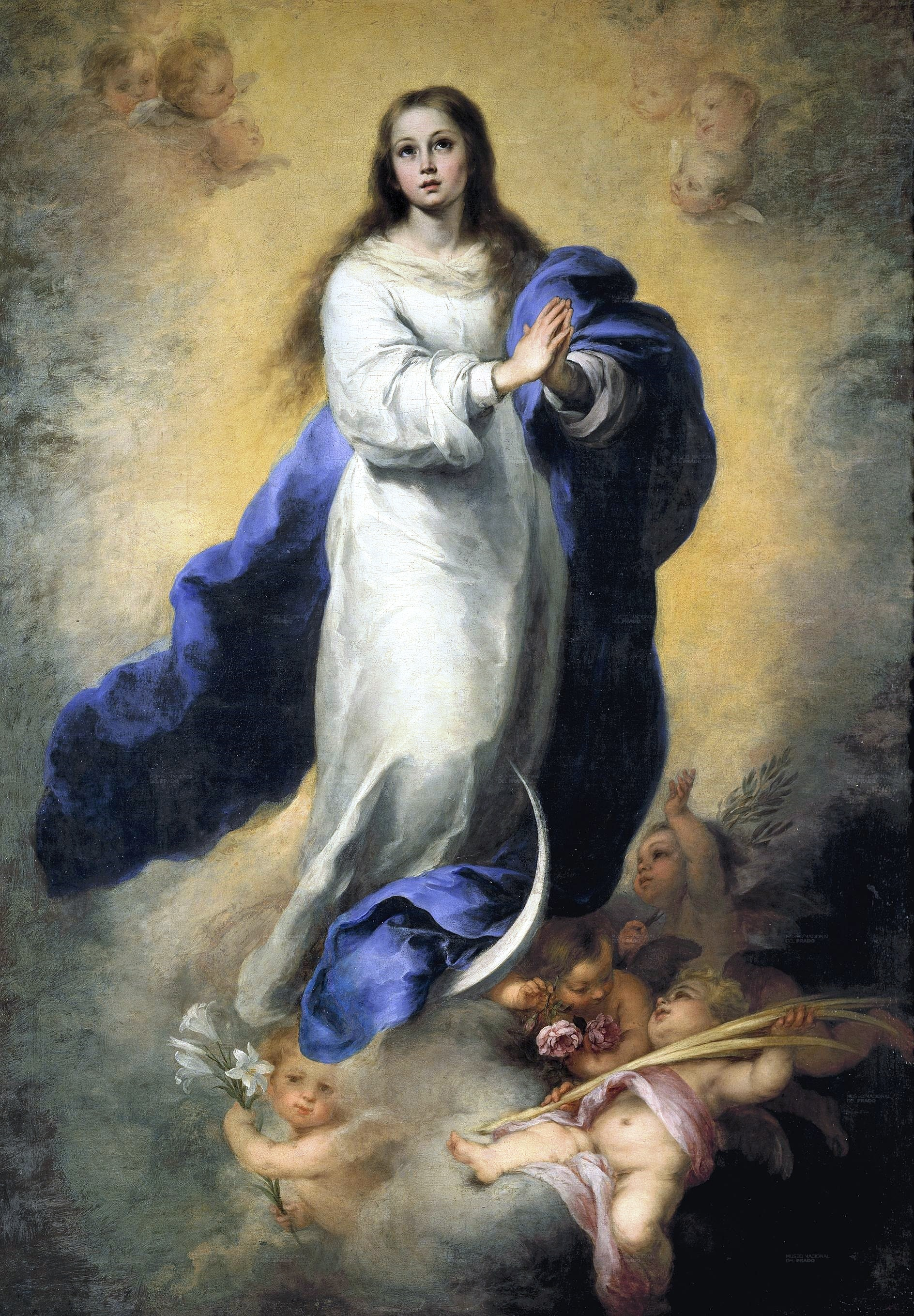
Bartolomé Esteban Murillo
Immakuláta

Az Immakuláta latin eredetű női név, jelentése: szeplőtlen, a Szűz Mária szeplőtelen fogantatására utaló latin kifejezésből, a Conceptio Immaculata Mariae Virginisből származik.

## Gyakorisága
Az 1990-es években szórványos név, a 2000-es években nem szerepel a 100 leggyakoribb női név között.

## Névnapok
- december 8.[2]

## Híres Immakuláták
- Mária Immakuláta nápoly–szicíliai királyi hercegnő